# Hans van Goor
Hans van Goor (1970) es un deportista neerlandés que compitió en natación, en la modalidad de aguas abiertas.
Ganó dos medallas en el Campeonato Europeo de Natación en Aguas Abiertas, plata en 1993 y bronce en 1991.

## Palmarés internacional
| Campeonato Europeo | Campeonato Europeo      | Campeonato Europeo | Campeonato Europeo |
| Año                | Lugar                   | Medalla            | Prueba             |
| ------------------ | ----------------------- | ------------------ | ------------------ |
| 1991               | Terracina (Italia)      | Medalla de bronce  | 5 km               |
| 1993               | Slapy (República Checa) | Medalla de plata   | 25 km              |